# Pittosporum moluccanum
Pittosporum moluccanum är en tvåhjärtbladig växtart som först beskrevs av Jean-Baptiste de Lamarck, och fick sitt nu gällande namn av Friedrich Anton Wilhelm Miquel. Pittosporum moluccanum ingår i släktet Pittosporum och familjen Pittosporaceae. Inga underarter finns listade.

## Bildgalleri

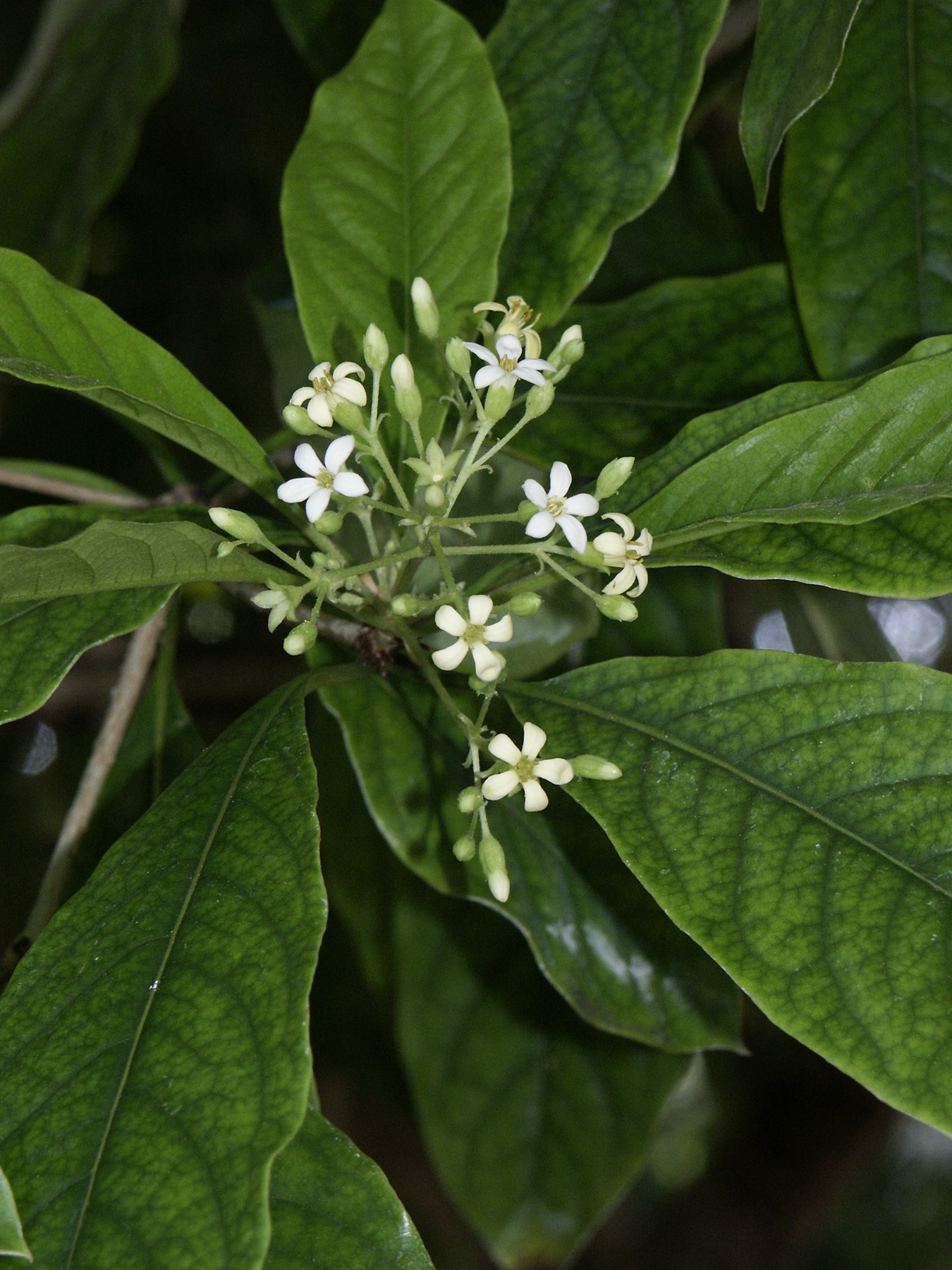